# Біруте Балтрушайтіте
Біруте Балтрушайтіте-Масьонєне (Birutė Baltrušaitytė-Masionienė; 24 жовтня 1940, с. Ломяй, нині Таураґ. пов., Литва — 02 серпня 1996, Вільнюс) — литовська письменниця, перекладачка, літературознавець.
Наймолодша з трьох сестер, вчилася в середній школі Таураґе I.
- 1965 — закінчила Вільнюський університет.
- З 1965 — викладач російської літератури у Вільнюському університеті.
- 1992 — габілітований доктор гуманітарних наук.

У художній літературі, яку вона підписувала прізвищем Балтрушайтіте, переважають історичні та культурні реалії Малої Литви, підкреслюється зв'язок між минулим та сучасністю та порушуються питання національної самосвідомості та морального обов'язку. Поезії притаманний етичний максималізм, лірична рефлексія. Оповідання та новели сповнені справжніх дитячих спогадів, багато уваги приділяється темі долі жінки, а зображені видатні діячі культури Малої Литви Крістіонас Донелайтіс, Едуардас Гізевіюс, Відунас, Морта Заунюте.
Літературні наукові праці підписувала прізвищем Масіонєне. Досліджувала літератури росіян, українців, естонців та інших. народів. Публікувала періодичні огляди літератури та культури в різних країнах.